# 神州国光社
神州国光社是创办于1901年的出版社，社址位於上海静安寺路福如里，由邓实、黄节創辦，1954年與其他出版社合併。

## 歷史
1930年，該社由陈铭枢接办，社址為河南路60号，北平、广州、南京、济南有分发行所。1937年改为股份有限公司，社址位於福州路378号。1933年底遭蓝衣社袭击，影響出版。八年抗战时該社迁往汉口、韶关，並以「新交化出版社」、「言行出版社」名义出版。1945年回到上海复业。1954年并入上海新知识出版社。

## 出版物
該社前期的出版物有《国粹学报》、《神州国光集》、《神州大观》和《中国画家人名大辞典》等，丛书有“国学丛书”、“美术丛书”等。該社又影印历代书画、碑帖、拓片、印谱等，以提倡国学。
該社后期主要出版社会科学、文艺译著，如《政治经济学批判》、《德意志意识形态》、《唯物论与经验批判论》、《历史哲学纲要》、《政治经济学和赋税原理》等，丛书則有“物观美术丛书”、“艺术理论丛书”、“现代文艺丛书”、“创作丛书”、“三角丛书”等。王礼锡发起的中国社会史论战，出版四册，影响頗大。